# Hilltop Hoods

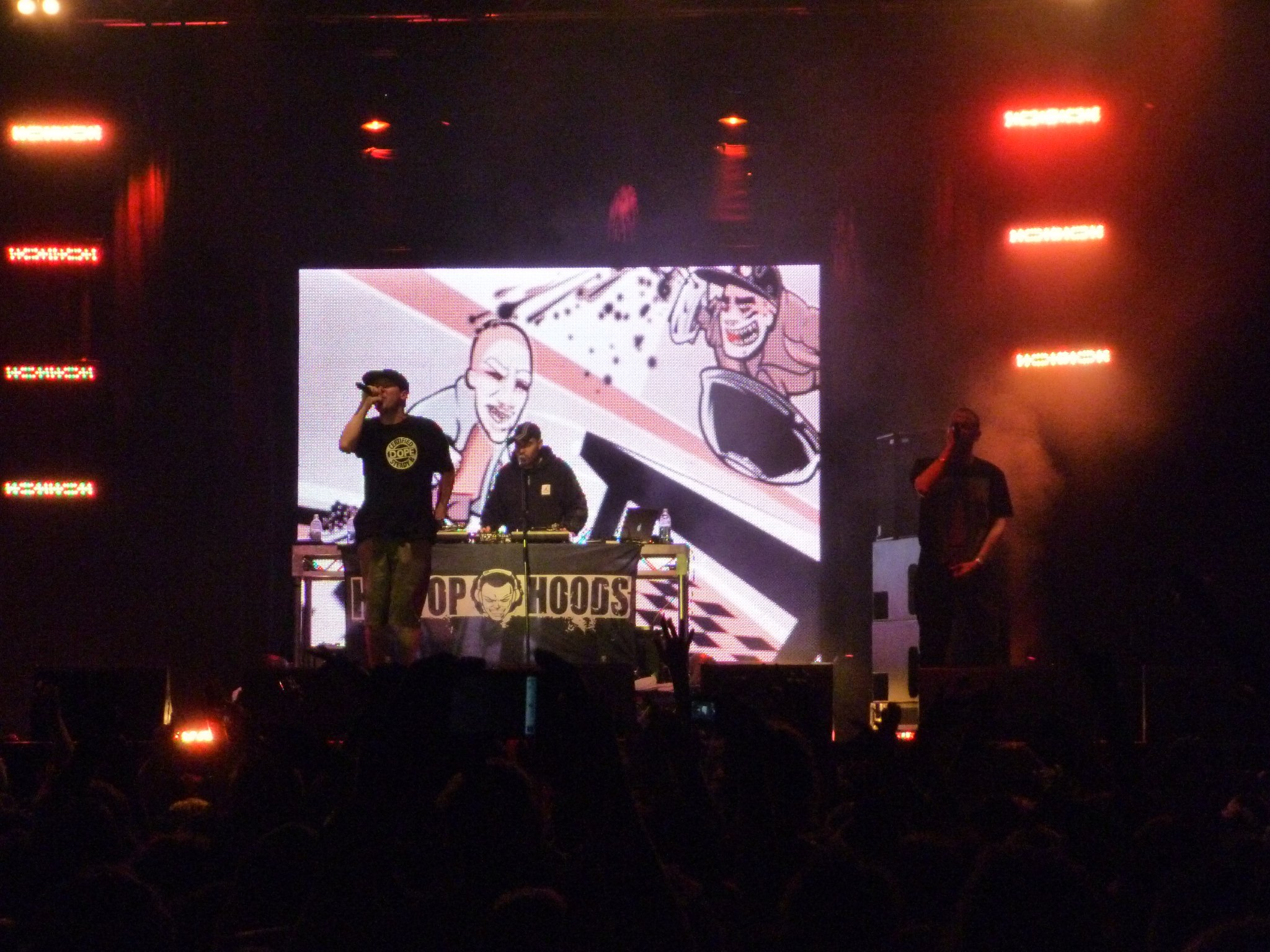
Hilltop Hoods 2009

Hilltop Hoods är en australiensisk hiphopgrupp från Adelaide. Gruppen bildades i sin nuvarande form av Suffa (Matt Lambert) och MC Pressure (Daniel Smith), samt DJ Debris (Barry Francis), efter att DJ Next (Ben Hare) lämnade gruppen år 1999. Gruppen släppte sitt första fullängdsalbum, A Matter of Time, 1999 och har sedan dess givit ut flera studioalbum.

## Diskografi

### Studioalbum
- 1999 – A Matter of Time
- 1999 – Left Foot, Right Foot
- 2003 – The Calling
- 2006 – The Hard Road
- 2009 – State of the Art
- 2012 – Drinking from the Sun
- 2014 – Walking Under Stars